# Daphnella allemani
Daphnella allemani là một loài ốc biển, là động vật thân mềm chân bụng sống ở biển trong họ Conidae.